# 顏晃徹
顏晃徹（1943年12月8日—1995年11月6日），生於中華民國臨時政府北平市（今中華人民共和國北京市），物理學家。曾任國立清華大學物理系教授。

## 生平
出身基隆顏家，其祖父顏國年，其父親為地質學家顏滄波。其母親簡淡月，出生於日治台灣台北市士林，為地方望族，曾任教於台北市第一女中。
其父顏滄波生於日治台灣，畢業於臺北帝國大學。在中華民國臨時政府建立後，於1942年赴北京大學任教，顏晃徹在北平出生。在第二次世紀大戰結束後，其父於1946年與家人一同回到台灣，任職於臺灣省地質調查所（今經濟部中央地質調查所）。
顏晃徹自幼有神童之稱，曾就讀台北市板橋國小（今幸安國小）、中山國小，進入建國中學，由國中部直升高中部，以全校第一名成績保送台大物理系，於1966年取得理學士學位。畢業，服完兵役後，至美國耶魯大學留學，於1972年取得物理博士學位。在羅徹斯特大學進行兩年博士後研究，於1973年返回台灣，進入清華大學物理系任教。於1980年曾任物理系系主任。
1995年因胃癌過世。

## 家庭
其妻金明明，為核物理學者。兩人同樣就讀於清華大學物理系與耶魯大學，為前後期學長與學妹。兩人於1971年在美國結婚，婚後生有一女顏瑾和。

## 紀念講座
依照顏晃徹遺囑，其家人在1995年捐出500萬元給清華大學物理學系，作為推廣學術之用。清華大學以這筆錢作為基金，自1996年開始，開辦顏晃徹紀念講座。此外每年開辦紀念音樂會與晃徹盃運動會。
《聯合報》於1996年5月6日報導沈君山一盤棋募款事件。報導中曾說，沈君山校長由曹興誠捐款中取出部份，以校長配合款進行補助，舉辦了顏晃徹紀念講座。於1996年5月5日，由中研院長李遠哲擔任首任講座教授，主講「雷射與化學」。在1996年《顏晃徹教授紀念專輯》中，沈君山曾提到設立顏晃徵紀念講座，其內容與《聯合報》報導相同。其中說明講座經費先由沈君山已募得的校長自由支配款支付，日後再單獨募集基金。
對於《聯合報》於1996年5月6日的報導，清華大學於2025年2月25日聲明，只有使用顏晃徹家屬捐贈的款項來支付講座活動，否認校方曾經將曹興誠捐款用在顏晃徹紀念講座上。